# Hiroyuki Takeda
Hiroyuki Takeda (født 30. november 1983) er en japansk fodboldspiller, som spiller for den japanske fodboldklub Tokyo Verdy.